# Kallífytos
Kallífytos är en ort i Grekland.   Den ligger i prefekturen Nomós Drámas och regionen Östra Makedonien och Thrakien, i den nordöstra delen av landet, 400 km norr om huvudstaden Aten. Kallífytos ligger 217 meter över havet och antalet invånare är 1 098.
Terrängen runt Kallífytos är kuperad norrut, men söderut är den platt. Runt Kallífytos är det ganska glesbefolkat, med 22 invånare per kvadratkilometer. Närmaste större samhälle är Dráma, 6,1 km väster om Kallífytos. Trakten runt Kallífytos består till största delen av jordbruksmark.